# Hof-sur-Saale
Pour les articles homonymes, voir Hof.
Hof-sur-Saale,, (Hof (Saale) ou Hof an der Saale en allemand) est une ville-arrondissement de Bavière (Allemagne) de 47 296 habitants, dans le district de Haute-Franconie. La ville est une importante ville universitaire et le cœur de l‘économie et de la haute technologie de Haute-Franconie. Et en plus Hof est une ville culturelle avec un théâtre et le festival du film Internationale Hofer Filmtage.

## Histoire
| Appartenances historiques Comté d'Andechs 1100–1248 Bailliage de Weida 1248-1373 Burgraviat de Nuremberg 1373–1398 Principauté de Bayreuth 1398–1792 Royaume de Prusse 1792–1806 Royaume de Bavière 1806–1918 République de Weimar 1918–1933 Reich allemand 1933–1945 Allemagne occupée 1945–1949 Allemagne de l'Ouest 1949–1989 Allemagne 1989- à nos jours |

### Période franque

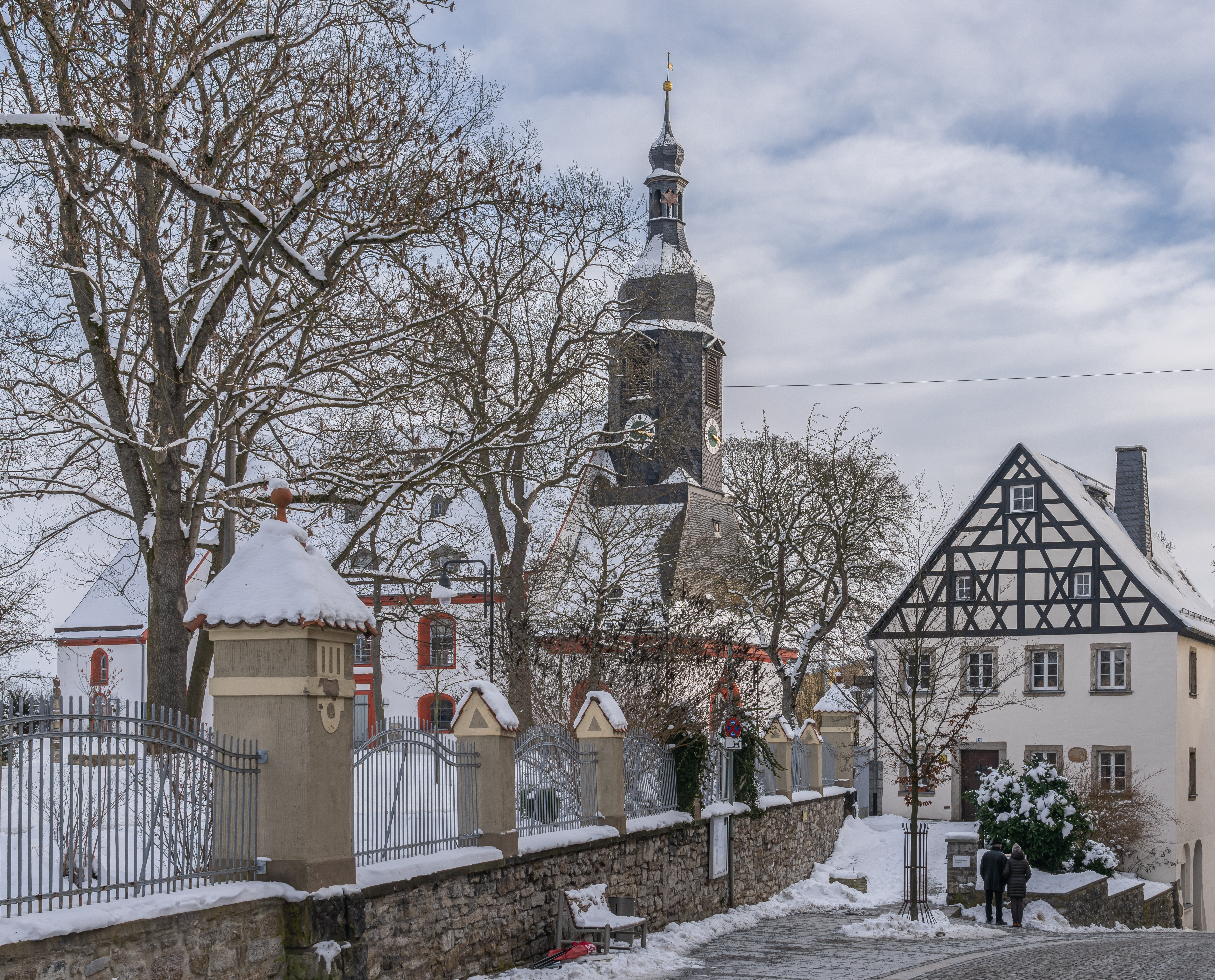
L'église Saint-Laurent, foyer religieux de la Haute-Franconie.

La toponymie des territoires de la Marche de l'Est du royaume des Francs a été fixée à la fin des Grandes invasions : ce sont les sources franques qui ont donné aux régions du Haut-Palatinat, de Haute-Franconie, de Basse-Franconie et de Moyenne-Franconie leurs noms actuels. Le Nordgau de Bavière recouvre la Francōnia orientālis d'alors, comprise entre la vallée du Danube, les camps royaux et les rives du Main au nord, et la Forêt de Bohême à l'est. Parmi les tribus qui colonisaient alors la région, la table de Peutinger nous a conservé celui des Varasques.
Hof marquait au Moyen Âge les confins des Évêchés de Naumbourg, de Ratisbonne et de Wurtzbourg. Charlemagne chargea les évêques de Wurtzbourg d’« édifier des églises au pays des Slaves, compris entre les vallées du Main et de la Rednitz. » L’Évêché de Bamberg est né de la réforme territoriale promulguée par l’empereur Henri II au mois de novembre 1007 : cette institution fut placée directement sous l'autorité de Rome. La paroisse de Hof, qui recouvrait tout l’arrondissement de Hof, a été fondée au Nord-est du nouvel évêché. La première église fut érigée à l'emplacement exact de l'actuelle église Saint-Laurent.

### Terre des princes d'Andechs et de Weida

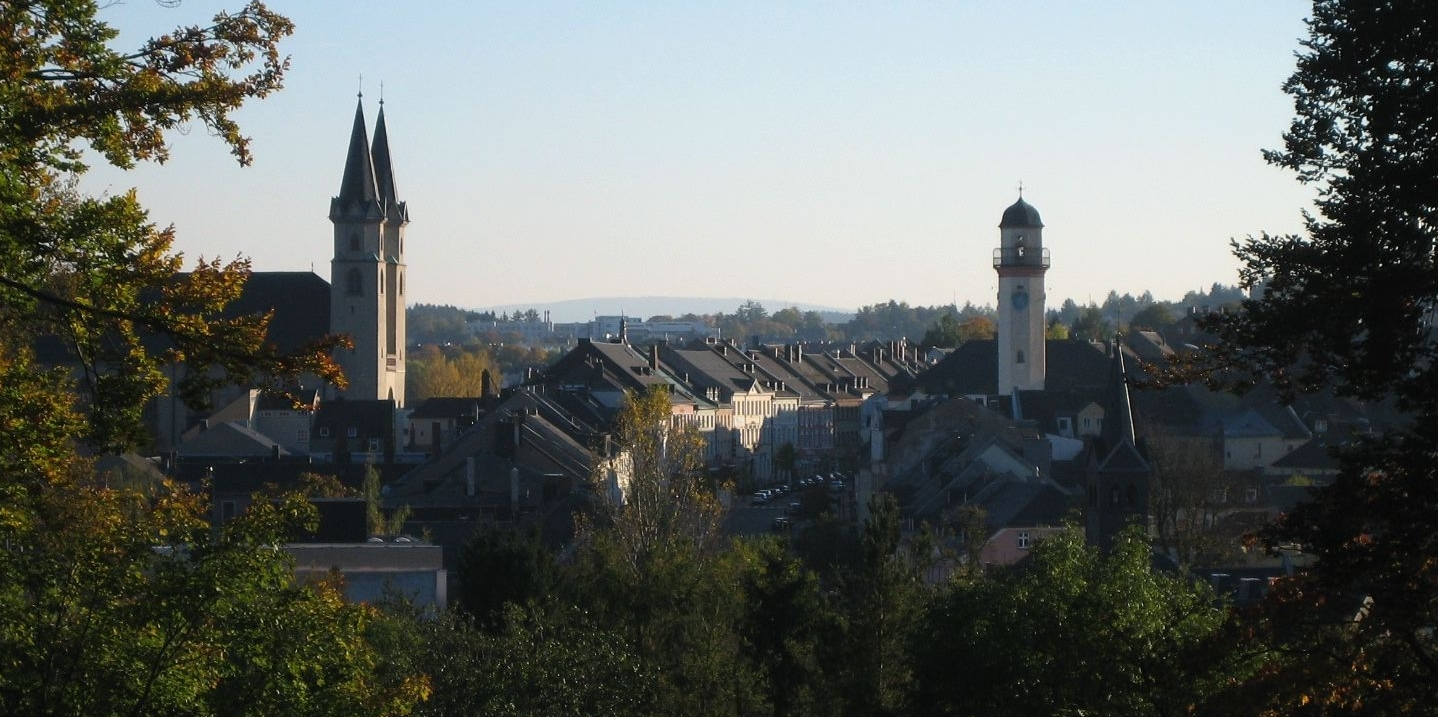
L'église Saint-Michel, la rue Ludwig et l'hôtel de ville.

Il y avait en 1080 à l'emplacement de la ville actuelle un groupe de fermes baptisé « Rekkenze », dont le nom avait certainement rapport avec la Regnitz voisine. Les premières maisons se trouvaient non loin de la confluence de la Saale. Elles sont évoquées dans un document de 1214, où il est dit qu'elles s'étendaient sur les collines de l'endroit : ces maisons ont formé le noyau de la ville de Hof. Le même document évoque l'église Saint-Laurent, la plus ancienne de la ville de Hof.
Vers 1230, sous le règne d’Othon Ier d’Andechs, on protégea ces maisons d'une enceinte côté nord, avec une porte fortifiée : c'est ainsi que se forma le faubourg de Neustadt. D'abord baptisée Regnitzhof ou Hof Regnitz, la localité vit ensuite son nom abrégé en am Hof ou zum Hof et finalement simplement « Hof. » Au Moyen Âge, Neustadt désigne la ville fortifiée de Hof, et Altstadt recouvre toutes les maisons alentour. Neustadt est traversée par la Ludwigstraße, une route importante du Vogtland. Vers la fin du XIIIe siècle, Neustadt compte déjà deux monastères. Jusqu'en 1373, Hof est administré par les baillis de Weida puis appartient aux burgraves de Nuremberg, de la Maison de Hohenzollern.

## Subdivisions
Les autorités de Hof ont divisé la ville en cinq arrondissements municipaux (Stadtbezirk) comprenant 27 localités (Ortsteil)
- Mitte (centre)
- Ost (est)
- Süd (sud)
- West (ouest)
- Nord (nord)

## Économie

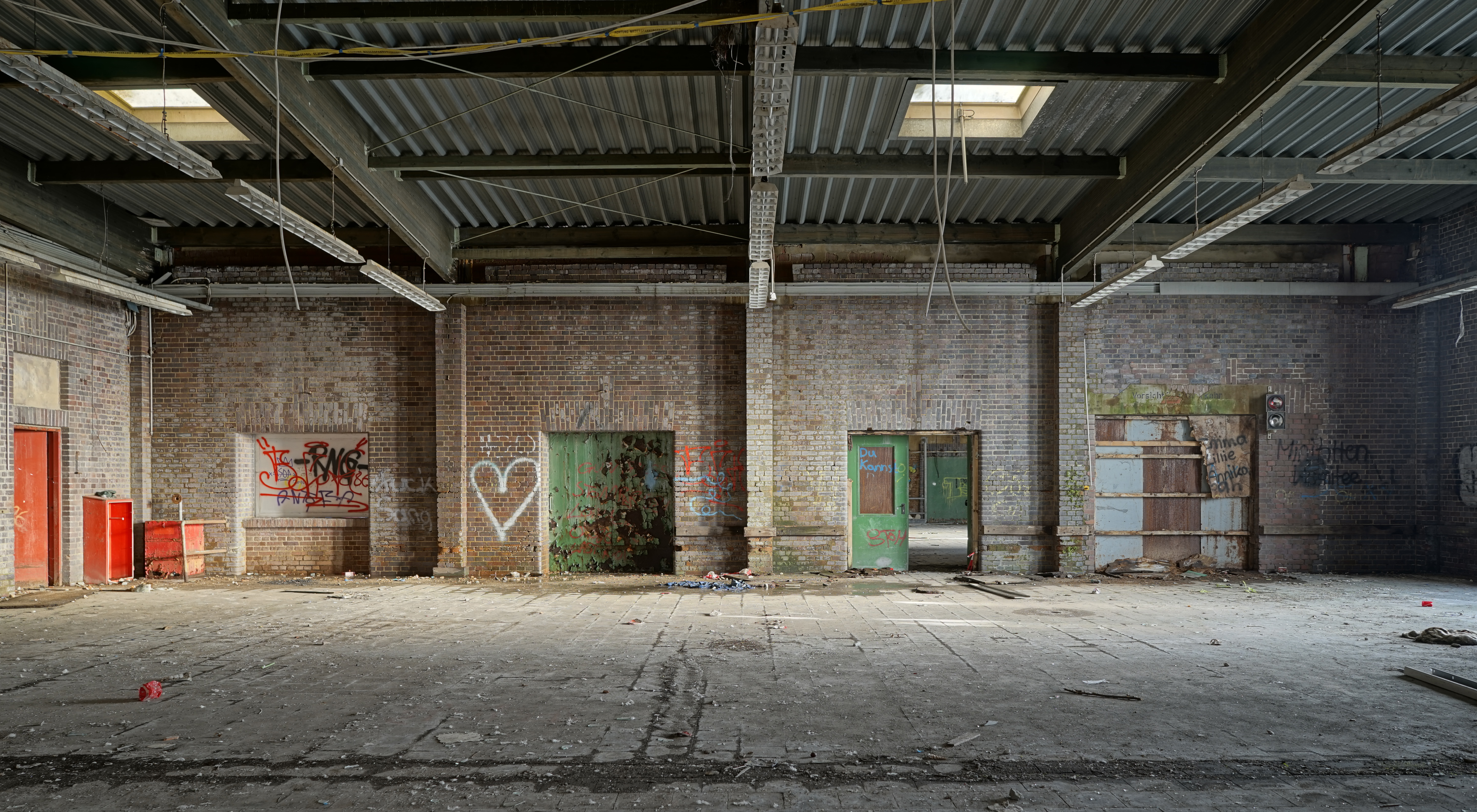
Gare abandonnée à Hof-sur-Saale. Novembre 2020.

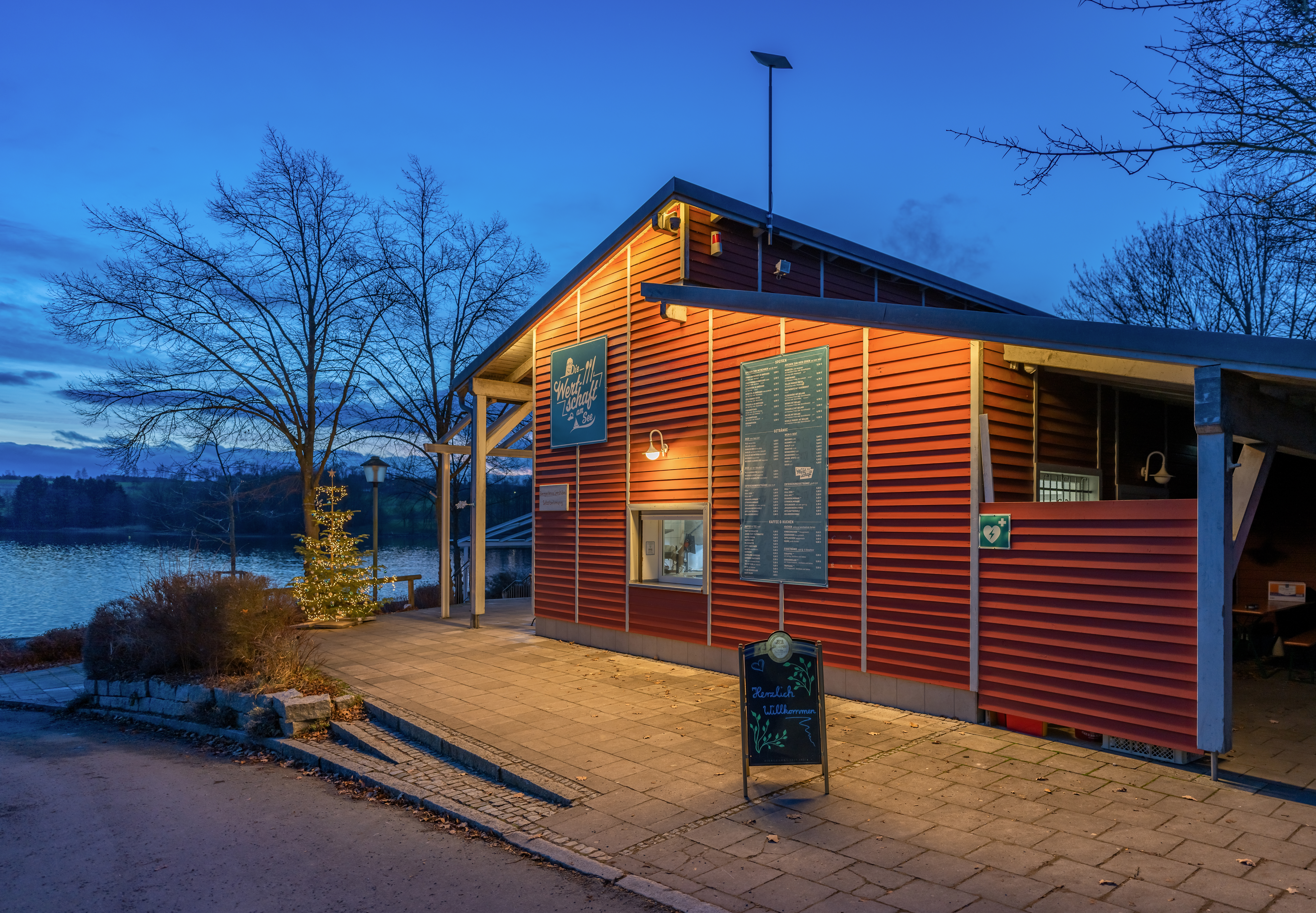
Le restaurant Die Wertschaft am See, au bord de l'Untreusee, un lac de barrage à Hof-sur-Saale. Décembre 2023.

Hof avait une longue histoire avec le brassage de la bière et avec l‘industrie textile. Aujourd'hui, les branches du textile, du banc et de l'automobile sont les plus importantes à Hof.
Les plus grandes entreprises :
- Hoftex ; branche textile
- Spinnerei Neuhof, branche textile
- Pole Position, branche de l‘automobile
- Schmidtbank, Aujourd'hui un morceau de Commerzbank
- Nexans; fabricant du câble

## Brassage de bière
La ville de Hof bénéficie depuis 1998 d'une IGP sur sa production de bière locale, autorisant les brasseries à indiquer sur l'étiquette le qualificatif de "Hofferbier". 
On dénombre 5 brasseries à Hof : Meinel-Braü, Sherdel, WeidnersKeller Gastätte , Zeltbraü Hof, Günter Oetler Gastätte.

## Vie culturelle et sociale

### Arts
Dans la galerie sur le Theresienstein, le club d‘art présente des images différentes à exposer.
La galerie Kunstpassag est aussi une galerie d‘art. La galerie est dans la Freiheitshalle. Ici, des sculptures, dessins et autre images.
Dans le musée du Vogtland bavarois il y a la galerie « Johann Christian Reinhart Cabinett ». C‘est une exposé pour Johann Christian Reinhart, un peintre qui est né à Hof. Là, différentes images sont présentées.

### Musique
Musique de l'eglise dans la St. Michaelis (Saint-Michel) e St. Marien (Notre-Dame), directeurs musique Georg Stanek e Ludger Stühlmeyer.
Les Hofer Symphoniker sont un orchestre symphonique. Ils jouent à la Freiheitshalle et aux théâtre. En plus il y a chez l‘orchestre une école de la musique.

### Théâtre
Le Theatre Hof a quatre categories: théâtre musiqualement, drame, ballet et jeune théâtre, directeur Reinhardt Friese.

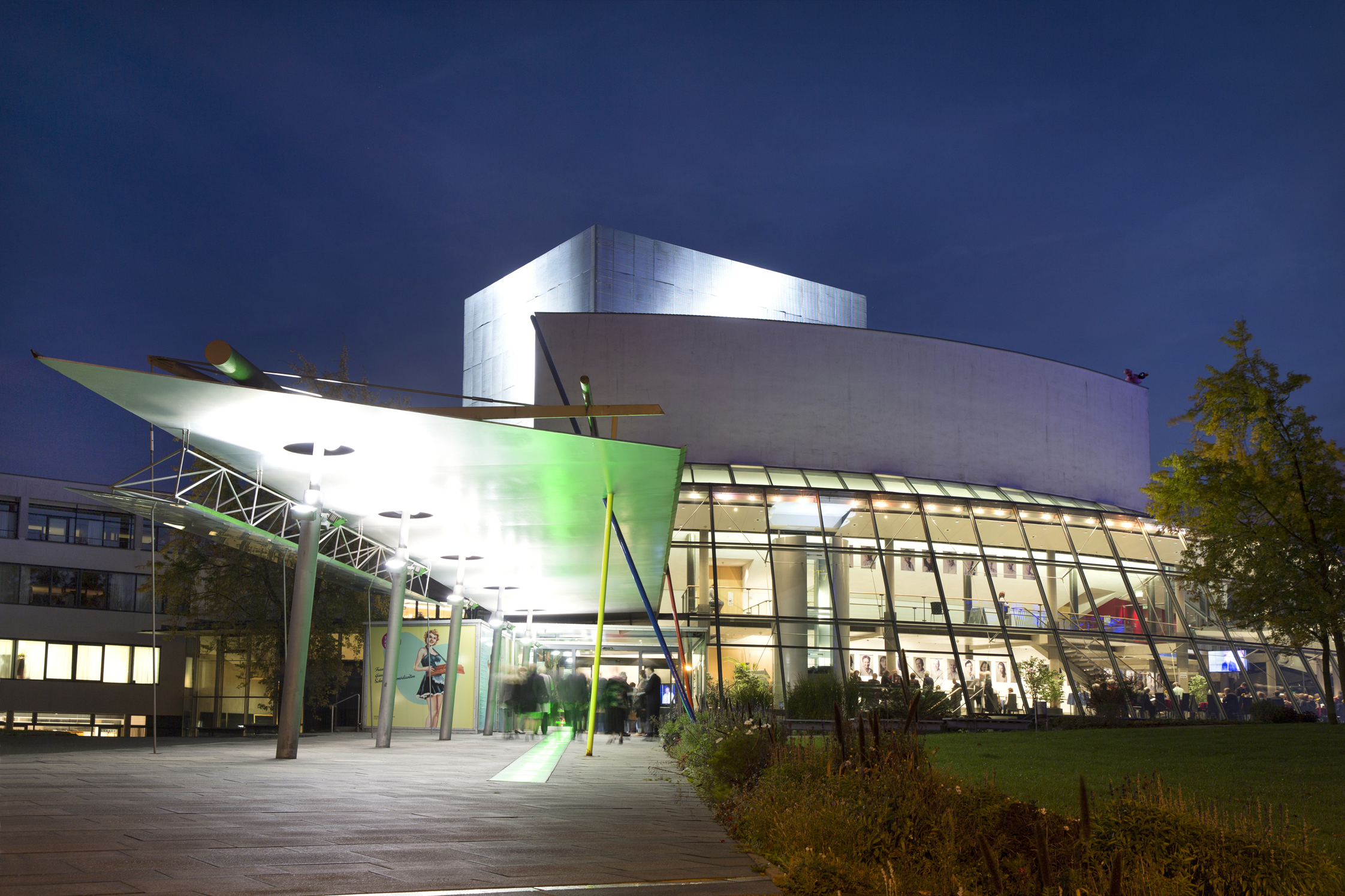
Théâtre Hof

En plus, il y a une autre théâtre et salle polyvalente est la « Bürgergesellschaft ».
La Freiheitshalle est la plus grande salle des événements de nord-est bavière. La salle offre de l‘espace pour plus de 6 000 personnes.

### Événements
- Schlappentag ; le jour férié de Hof
- Rock am Stein ; festival de la musique rock
- Marché de l‘automne
- Internationale Hofer Filmtage ; festival du film
- Marché de Noël

## Monuments

### Monuments
- Centre-ville avec les grand-rues classiques Ludwigstraße (rue Louis), Klosterstraße (rue du monastère) et Maxplatz (place Max)

- Hôtel de ville
- Palais Püttner
- Vieil hôpital
- Château Hofeck
- Villa Stelzenhof à Moschendorf

### Musée
- Musée du Vogtland bavarois
- Musée de la boulangerie
- Musée du modèle allumettien

### Églises
- Église Notre-Dame
- Église Saint-Michel
- Église Saint-Laurent
- Église de l'hôpital

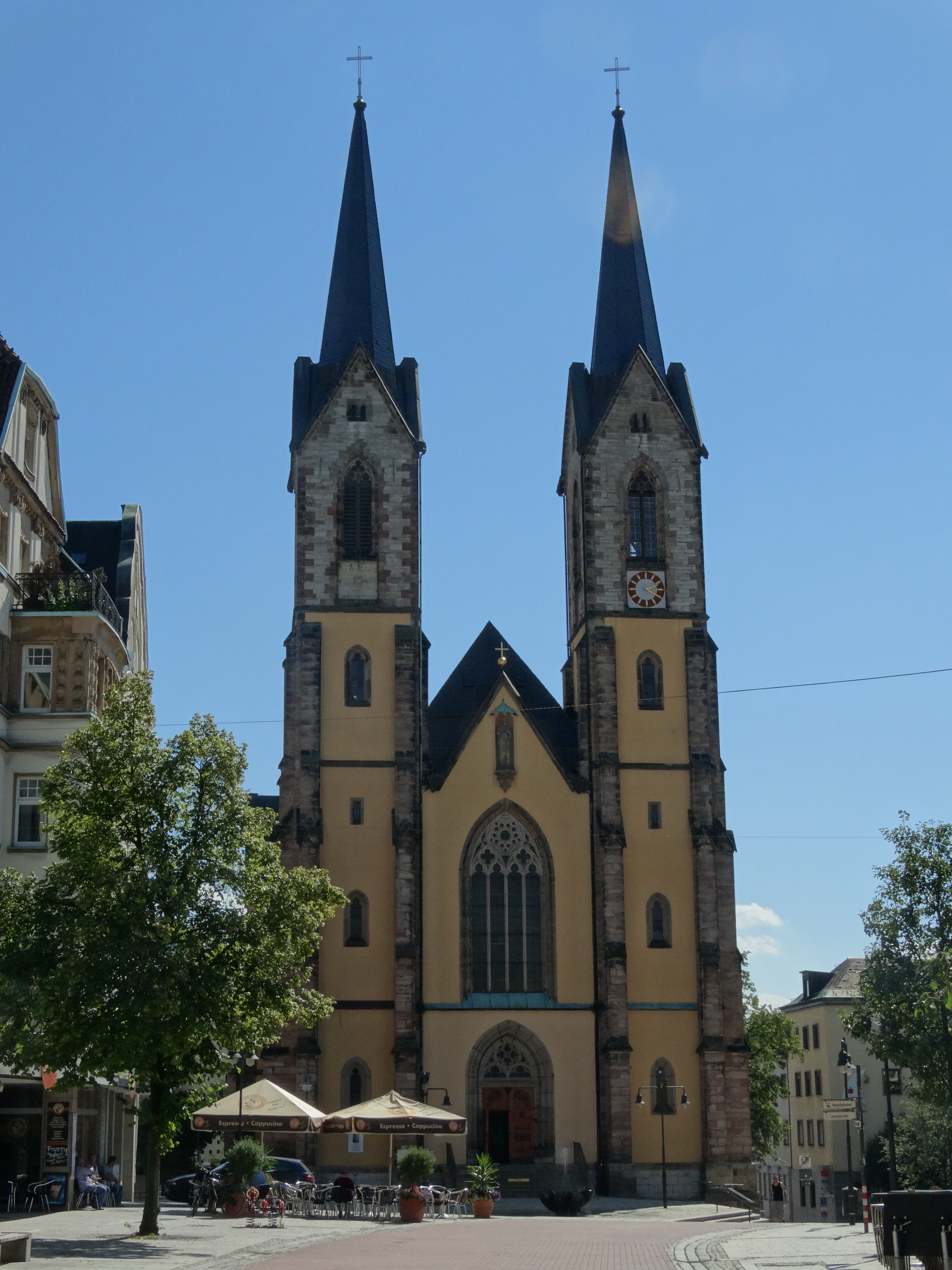
Notre-Dame
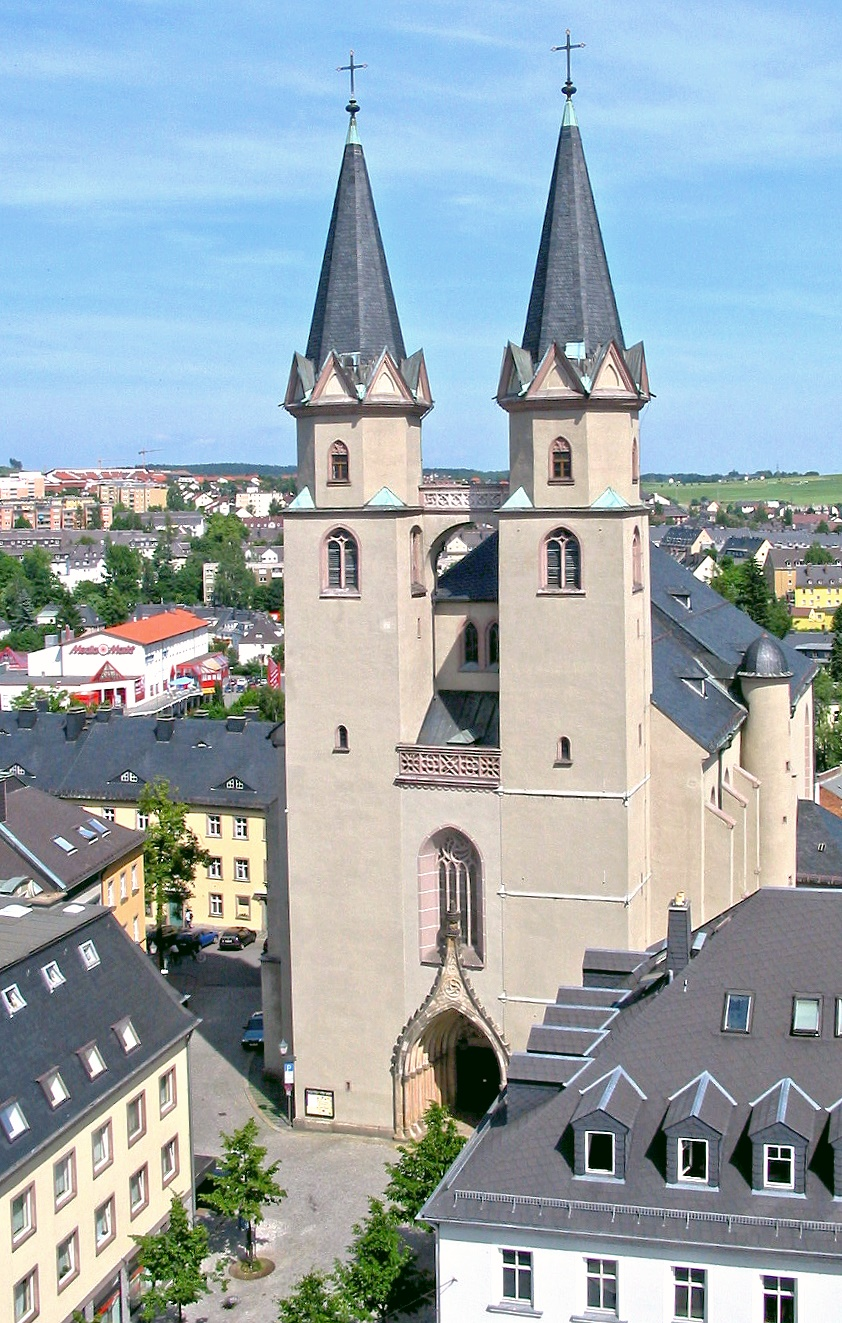
Saint-Michel
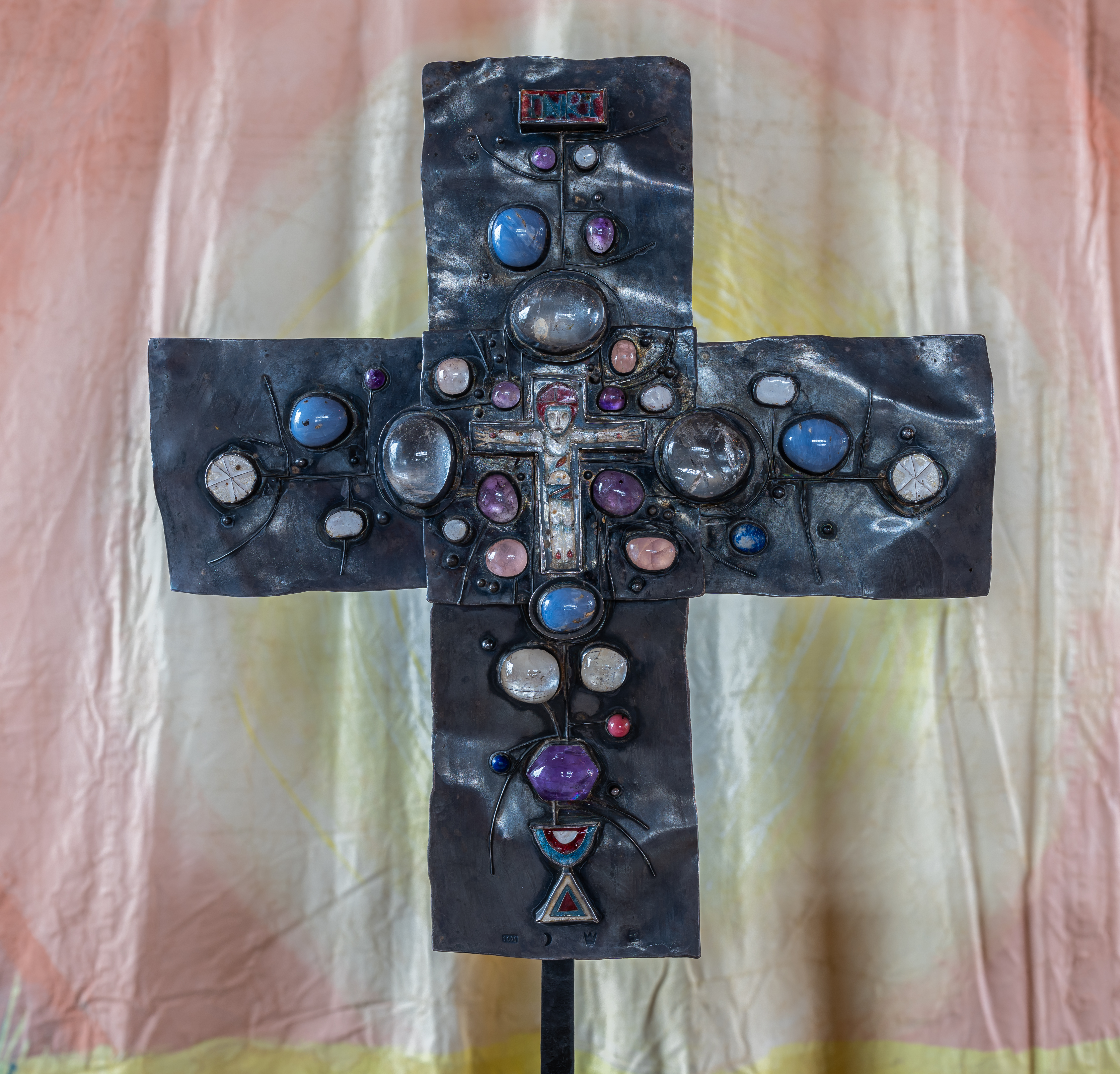
Croix à l'intérieur de Dreieinigkeitskirche (Hof) (de). Décembre 2022.

## Jumelages
- Villeneuve-la-Garenne (France)
- Ogden (États-Unis)
- Joensuu (Finlande)
- Plauen (Allemagne)
- Egra (Tchéquie)